# Werner Kofler
Werner Kofler, né le 23 juillet 1947 à Villach et mort le 8 décembre 2011 à Vienne, est un écrivain autrichien. 

## Biographie
Werner Kofler est natif de l’extrémité occidentale du lac de Wörthersee en Carinthie, cette région méridionale de l’Autriche, limitrophe de l’Italie et de la Slovénie, qui vit naître Robert Musil, Ingeborg Bachmann, Gert Jonke et Josef Winkler, Peter Handke, Christine Lavant.
Il publia d’abord en revue, dès 1963. Ses œuvres sont publiées en français par les Éditions Absalon.
Auteur à ce jour d’une quinzaine de récits, de pièces radiophoniques et d’une pièce de théâtre, il est l’une des voix majeures de la littérature contemporaine de son pays, où son goût de l’invective et de l’imprécation lui vaut d’être considéré comme l’héritier de Thomas Bernhard. Instrument d’investigation d’une mémoire à la fois collective et personnelle, son écriture fragmentaire, parfois proche du collage, est un miroir tendu à la société actuelle, à l’Autriche, microcosme concentrant les errements de la ‘modernité’. Dans la lignée de polémistes viennois comme Karl Kraus, c’est tout autant à la critique du langage qu’à celle de la société que se livrent ses récits.
Werner Kofler a obtenu nombre de distinctions littéraires, dont la bourse Elias-Canetti et le prix Arno Schmidt et en 2001 le prix Peter Rosegger. Parmi les œuvres majeures de Kofler, citons son « triptyque alpestre » composé de Am Schreibtisch (Derrière mon bureau) (1988), Hotel Mordschein (Hôtel Clair de crime) (1989) et Der Hirt auf dem Felsen (Le Pâtre sur le rocher) (1991).